# Agustí Pujol

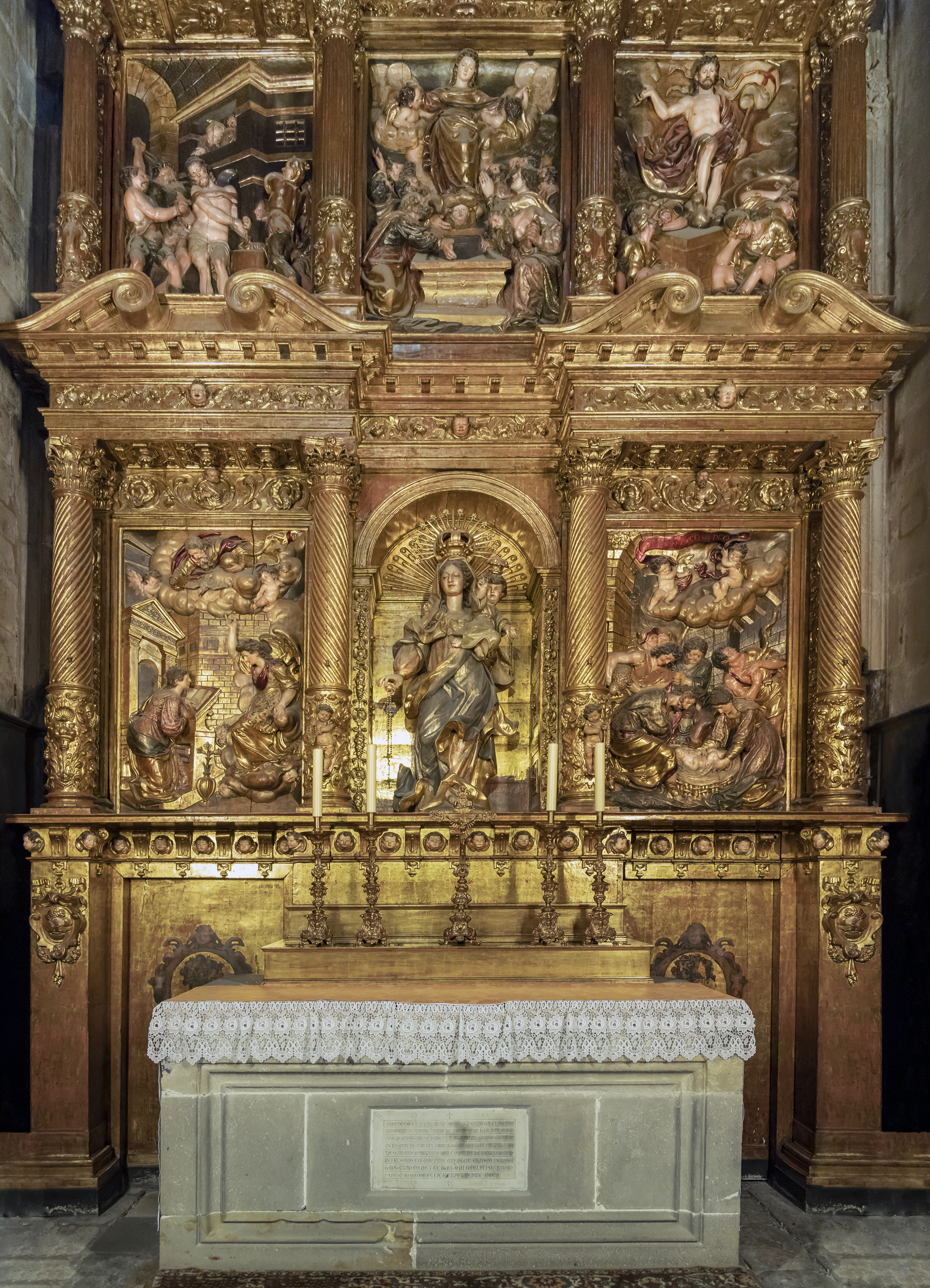
Retablo de la Virgen del Rosario en la catedral de Barcelona.

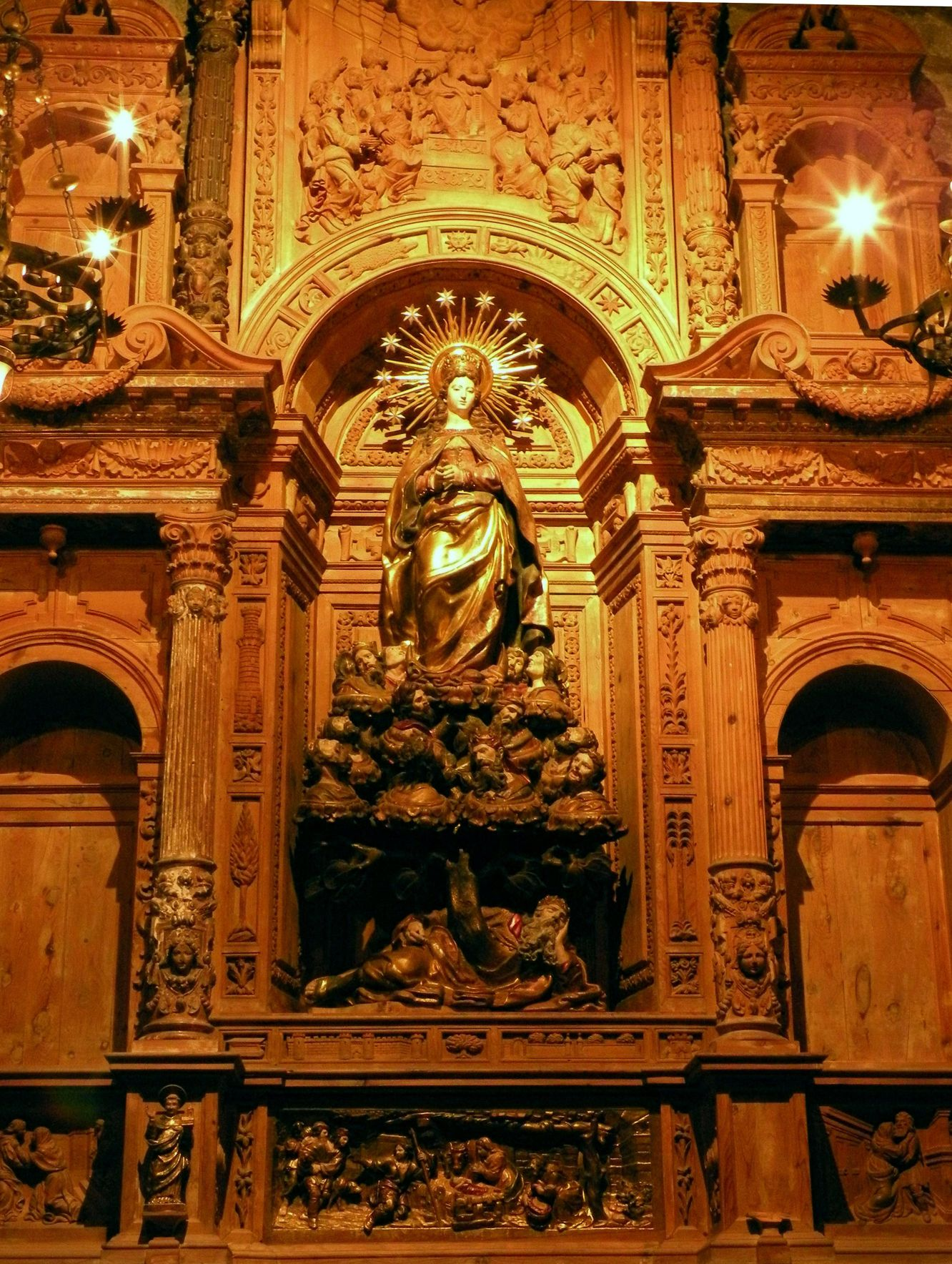
Retablo de la Purísima Concepción de la Iglesia de Sta María de Verdú

Agustí Pujol. Tarrasa 1585-Barcelona 1628 fue un escultor español.
Hijo de escultor, trabajó en bastantes obras junto con su padre Agustí Pujol, lo que hace difícil la atribución de algunas de ellas.
En el acta de su matrimonio del año 1614, se le menciona como vecino de Martorell, que coincide con la elaboración del retablo mayor para la iglesia de esta ciudad.
Entre 1617 y 1619 realizó el retablo del Rosario para la iglesia de San Vicente de Sarriá.
Realiza el retablo del Rosario para una capilla de la catedral de Barcelona en 1619.
Su obra más famosa es la que hace el año 1623: el retablo de la Purísima Concepción para la iglesia de Verdú (Lérida), firmando el contrato por cuatrocientas libras barcelonesas. La imagen central de la Inmaculada es una pieza destacada de la escultura catalana del siglo XVII.

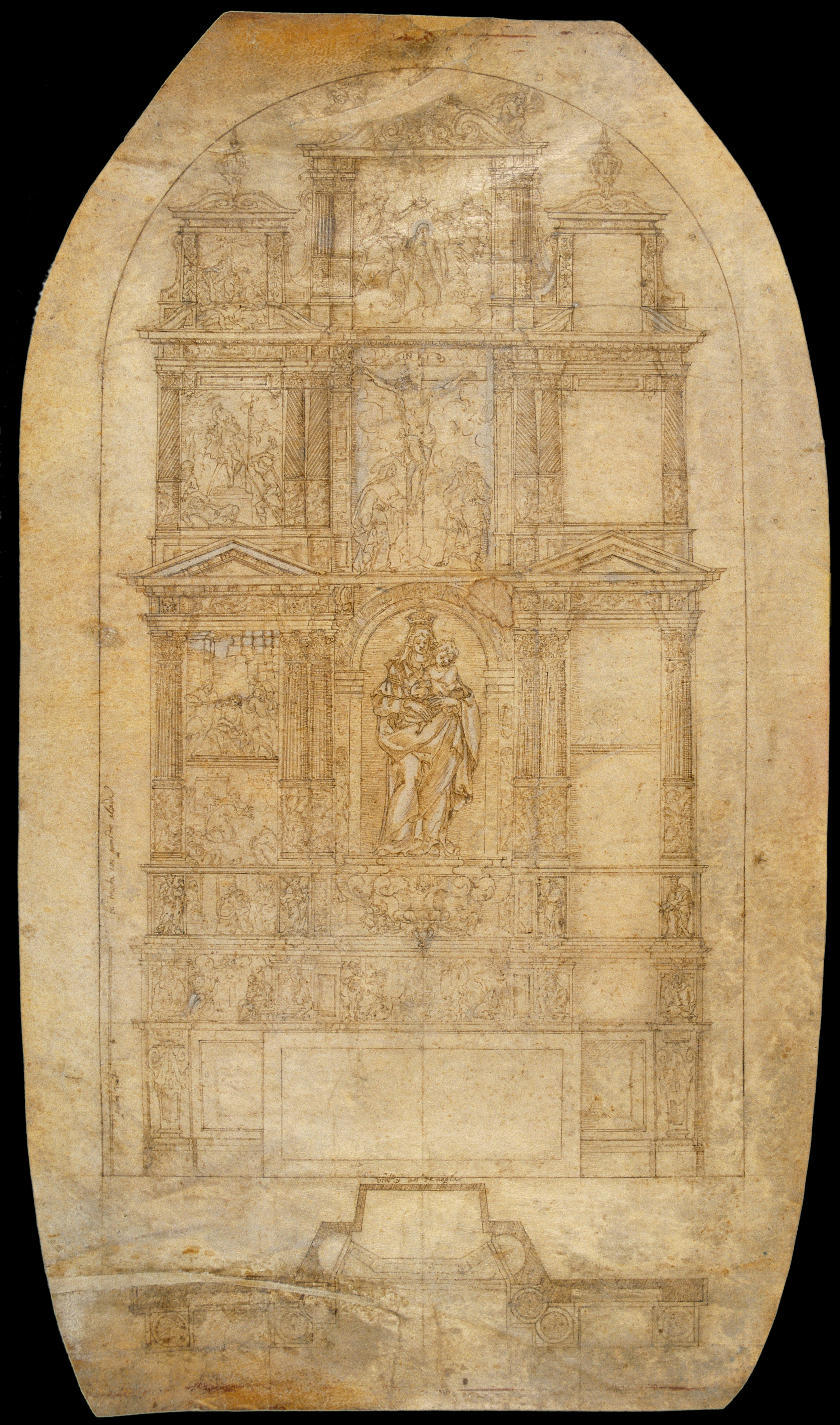

Entre sus últimas obras están el retablo del Rosario de la iglesia del Espíritu Santo de Tarrasa y en 1628 haciendo las trazas para el Salón de Ciento de la Casa de la Ciudad de Barcelona, se produce su fallecimiento.